# KawaZoo
KawaZoo（カワズー）とは、静岡県賀茂郡河津町北部の梨本地区（河津七滝付近）にあるカエル館。2018年（平成30年）8月1日開館。姉妹施設として、同町南部にある爬虫類専門動物園「iZoo（イズー）」がある。
また、南伊豆町の「波勝崎モンキーベイ」も同じ事業主が運営している。

## 概要
120種類2000匹のカエルが飼育・展示されており、「日本最大の体感型カエル館」を謳っている。